# Stactolaema whytii
El barbudo especulado o barbudo de Whyte (Stactolaema whytii) es una especie de ave en la familia Lybiidae (barbudos africanos). 
Su nombre binomial hace referencia al naturalista Alexander Whyte, quien recolectó ejemplares en Malawi.

## Distribución
se lo encuentra en Malawi, Mozambique, Tanzania, Zambia, y Zimbabue.